# Juan D’Arienzo
Juan D'Arienzo (Buenos Aires, 14 de diciembre de 1900-Buenos Aires, 14 de enero de 1976) fue un músico y director de orquesta argentino de tango, conocido como “El rey del compás”. 
A diferencia de otras orquestas de la época de oro (1940-1950), D’Arienzo retornó al sentimiento del 2 × 4 característico de la “guardia vieja”, pero con arreglos e instrumentación modernos. Sus orquestas “típicas” grabaron centenares de discos. Considerado una de las mejores orquestas junto a la de Alfredo de Angelis, Francisco Canaro, Héctor Varela, Aníbal Troilo, Ricardo Tanturi y Osvaldo Fresedo, entre otros.
Su música se escuchaba en las milongas de Buenos Aires y Montevideo, y los instrumentos acusaban el clásico ritmo duro de los tangos con fuertes staccatos. También grabó milongas y valses.
Fue artista exclusivo del sello RCA Victor durante cuarenta años, de 1935 a 1975.
Muchos años fue artista exclusivo del cabaret Chantecler de la calle Paraná 440.

## Biografía
Nació en Monserrat, entre las calles Victoria (hoy Hipólito Yrigoyen) y Virrey Cevallos, hijo de Alberto D'Arienzo, de origen italiano, y Amalia Améndola.

## Fallecimiento
Falleció en 1976 y está sepultado en el Cementerio de la Chacarita de la ciudad de Buenos Aires.

## Tangos populares
Sin lugar a dudas, La cumparsita —del compositor uruguayo Gerardo Matos Rodríguez— es el más representativo de todos los tangos grabados por su orquesta.[cita requerida] El arreglo original de su versión es quizá la más característica de todas las grabaciones realizadas del Tango de los Tangos. [cita requerida] Además, es el tango que más veces grabó, ya que lo hizo en siete ocasiones: En 1928 con Carlos Dante, en 1929 con Raquel Notar (Ambas para el sello Electra) y las cinco restantes, todas para el sello RCA Victor y todas instrumentales: 1937, 1943, 1951, 1963 y 1971.
Otro tema de similar importancia es la milonga La Puñalada, que al igual que La Cumparsita ha sido interpretada por numerosas orquestas y también conjuntos, y que D'Arienzo registró en cuatro oportunidades: 1937, 1943, 1951 y 1963.

## Grandes Cantores
D'Arienzo se rodeó siempre de cantores excelentes. Entre ellos:
- Carlos Dante (1928)
- Francisco Fiorentino (1929)
- Walter Cabral (1936)
- Enrique Carbel (1937)
- Alberto Echagüe (1938-1940), (1944-1957) y (1968-1975)
- Alberto Reynal (1940-1942)
- Carlos Casares (1940)
- Héctor Mauré (1940-1944)
- Juan Carlos Lamas (1942-1944)
- Armando Laborde (1944-1950), (1952-1957) y (1964-1975)
- Roberto Lemos (1950-1952)
- Mario Bustos (1957-1960)
- Jorge Valdez (1957-1965)
- Horacio Palma (1960-1964)
- Héctor Millán (1962-1964)
- Osvaldo Ramos (1965-1975)

## Canciones
- La cumparsita (Instrumental)
- La Puñalada (Instrumental)
- El Huracán (Instrumental)
- Comme il Faut (Instrumental)
- Canaro en París (Instrumental)
- Quejas de bandoneón (Instrumental)
- Frente al mar (Canta: Jorge Valdez)
- No te quiero más (Canta: Mario Bustos)
- Mi dolor (Canta: Osvaldo Ramos)
- Adiós Chantecler (Canta: Jorge Valdez)
- Soledad (Canta: Jorge Valdez)
- Andate por Dios (Canta: Jorge Valdez)
- Adiós corazón (Canta: Jorge Valdez)
- Nada Más (Cantan: Jorge Valdez y Mercedes Serrano)
- Y todavía te quiero (Canta: Libertad Lamarque)
- Silueta Porteña (Canta: Walter Cabral)
- El Rey del Compás (Instrumental)
- Paciencia (Canta: Alberto Echagüe)
- Remembranza (Cantan: Jorge Valdez y Osvaldo Ramos)
- Loca (Instrumental)
- Este es el Rey (Instrumental)
- Sentimiento gaucho (Canta: Osvaldo Ramos)
- A media luz (Instrumental)
- Hasta siempre amor (Canta: Jorge Valdez)
- Desde el Alma (Instrumental)
- 9 de Julio (Instrumental)
- El choclo (Instrumental)
- De puro curda (Canta: Armando Laborde)
- Mi Japón (Cantan: Osvaldo Ramos, Alberto Echagüe y Armando Laborde)
- Acordate lo que fuiste (Canta: Carlos Dante)
- Chirusa (Canta: Carlos Dante (1928), Jorge Valdez)
- Chorra (Canta: Carlos Dante)

## Filmografía
Juan D'Arienzo intervino en varias películas:
- Una ventana al éxito (1966)
- La voz de mi ciudad (1953)
- El cantor del pueblo (1948)
- Yo quiero ser bataclana (1941)
- Melodías porteñas (1937)
- ¡Tango! (1933)